# Organické sloučeniny niobu
Organické sloučeniny niobu jsou organokovové sloučeniny obsahující vazby mezi atomy uhlíku a niobu. Ve srovnání se sloučeninami ostatních prvků 5. skupiny se chemické vlastnosti organoniobových sloučenin nejvíce podobají příslušným sloučeninám tantalu. Jsou známy organické sloučeniny s niobem v oxidačních číslech +5, +4, +3, +2, +1, 0, -1 a -3, přičemž nejběžnější je +5.

## Skupiny sloučenin

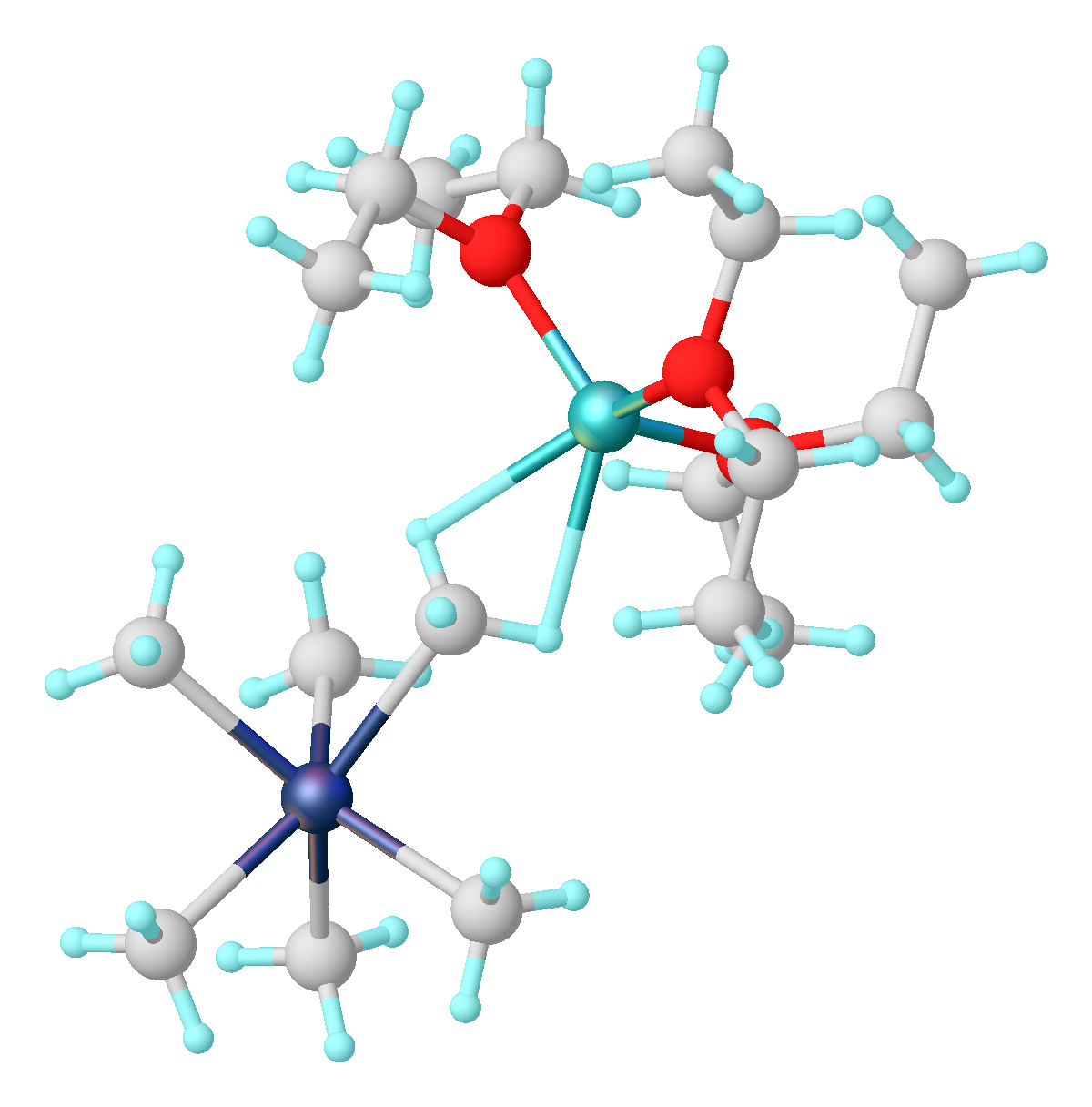
Struktura [Li(OEt_{2})_{3}^{+}[NbMe_{6}^{−}

### Karbonyly
Na rozdíl od vanadu, který vytváří neutrální hexakarbonyl, niob nevytváří podobný komplex, jsou však popsány soli aniontového binárního karbonylu, [Nb(CO)6]–, připravují se reakcí chloridu niobičného s oxidem uhelnatým.

### Alkyly
Je známo velké množství alkylových sloučenin niobu. K dosažení nízkých koordinačních čísel je potřeba nepřítomnost β-vodíků, aby se zabránilo β-hydridovým eliminacím.
Nejjednoduššími příklady jsou soli [Nb(CH3)6]−, připravované alkylacemi NbF5 methyllithiem:
NbF5 + 6 LiCH3 → Li[Nb(CH3)6] + 5 LiF

### Cyklopentadienyly

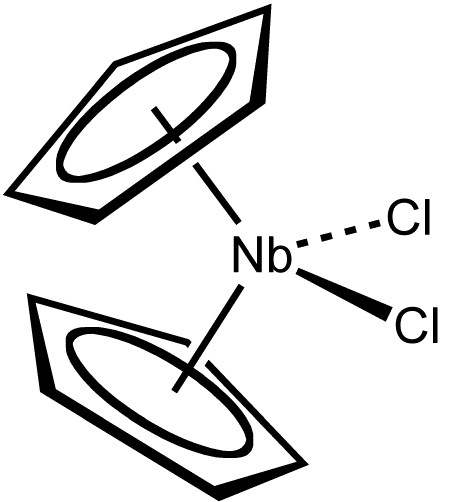
Niobocendichlorid ((C_{5}H_{5})_{2}NbCl_{2})

První plně popsanou organickou sloučeninou niobu byla látka Cp2NbBr3, běžnější jsou ovšem paramagnetické niobičité metaloceny, jako je niobocendichlorid. Komplexy z této skupiny se obvykle připravují reakcemi chloridu niobičného s cyklopentadienidem sodným za vzniku bis(cyklopentadienyl)ového komplexu, jenž je dále funkcionalizován.
Rovněž jsou známy deriváty pentamethylcyklopentadienu, například (C5Me5)2NbH3.
Karbonyly niobu s Cp ligandy existují od Nb v různých oxidačních číslech; mohou být použity na přípravu dalších karbonylů.

### Alkylideny
Podobně jako příslušné sloučeniny tantalu patřily alkylideny niobu k prvním zkoumaným Schrockovým karbenům. Při jejich prvních přípravách byly použity adice organolithných sloučenin bez β-vodíků na niobičné komplexy, po niž následovaly α-protonové eliminace. Oproti tantalovým alkylidenům jsou niobičné méně odolné vůči tepelnému rozkladu a hydrolýze.

### Alkynové komplexy

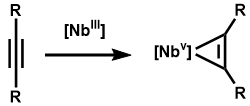
Adukty Nb^{3+} a alkynů se často popisují jako metalacyklopropeny.

Podobně jako u jiných d2 přechodných kovů vytváří niobité ionty (Nb3+) adukty s alkyny. Tyto sloučeniny bývají občas označovány jako niobičné alkendiylmetalacyklopropeny.
Tyto alkendiyly fungují jako ekvivalenty dianiontů. Reagují s elektrofily na alkenové deriváty.

## Použití
Není popsáno žádné průmyslové využití organoniobových sloučenin, omezené využití nacházejí pouze v organické syntéze.

### Stechiometrické reaktanty
Jedním z prvních využití organických sloučenin niobu je použití NbCl3(DME) k redukčním párováním iminů s karbonylovými sloučeninami za vzniku aminoalkoholů.
Tato látka našla další uplatnění u pinakolových redukčních párování.

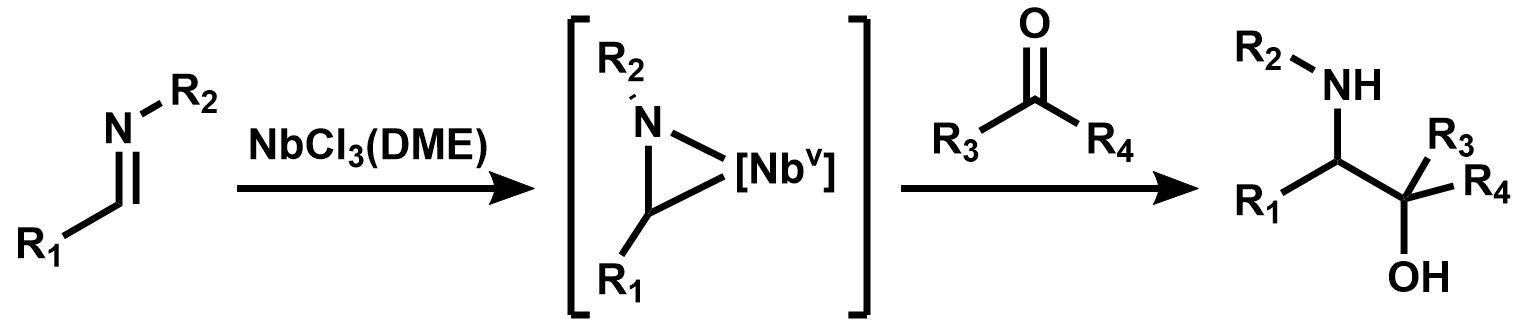
Redukční párování řízené NbCl_{3}(DME), voda u hydrolýzy není zobrazena.

### Katalytické reakce

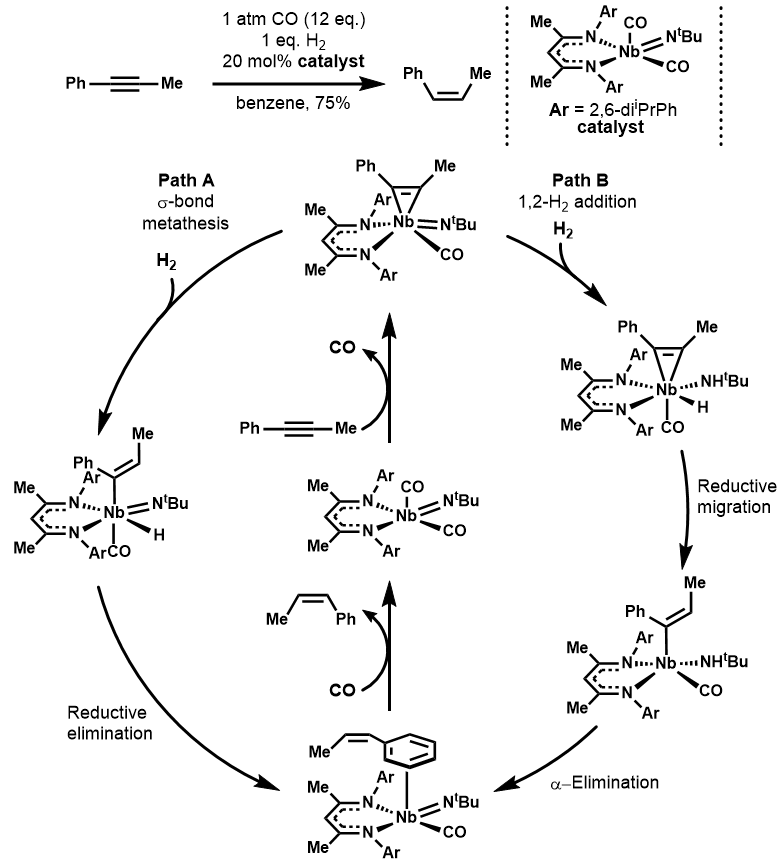
Částečná hydrogenace alkynu katalyzovaná organoniobitou sloučeninou

Za katalýzy sloučeninami niobu lze uskutečnit řadu [2+2+2] cykloadicí, například trimerizace alkynů a párování alkynů s alkeny za vzniku cyklohexadienů či s nitrily na pyridiny. Při těchto reakcích niobitý katalyzátor vytvoří niobičný metalocyklopropen s koncovou alkynovou skupinou, který následně projde posloupností insercí a redukčních eliminací, kde se utvoří šestičlenný kruh a obnoví katalyzátor.

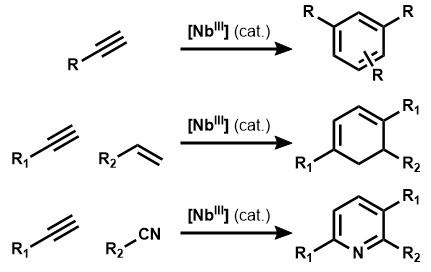
[2+2+2] cykloadice katalyzované niobitými sloučeninami

Organoniobový katalyzátor byl také vyvinut pro Z-selektivní částečné hydrogenace alkynů. Jejich mechanismus je odlišný od ostatních hydrogenací katalyzovaných přechodnými kovy, probíhá přes niobičný metalocyklopropen, který se spojuje s vodíkem buď přímou metatezí vazby sigma nebo 1,2-adicí ve vnější sféře.